# チャールズ・モードント (第5代ピーターバラ伯爵)
第5代ピーターバラ伯爵および第3代モンマス伯爵チャールズ・モードント（英語: Charles Henry Mordaunt, 5th Earl of Peterborough, 3rd Earl of Monmouth、1758年5月10日 – 1814年6月16日）は、イギリスの貴族。1779年までモードント子爵の儀礼称号を使用した。

## 生涯
第4代ピーターバラ伯爵チャールズ・モードントと2人目の妻ロビニアナ・ブラウン（Robiniana Browne、1794年12月6日没）の息子として、1758年5月10日にセント・ジョージ・ハノーヴァー・スクエアで生まれた。1770年から1771年までハロウスクールで、1772年から1775年までウェストミンスター・スクールで教育を受けた後、1776年5月18日にオックスフォード大学クライスト・チャーチに入学した。
1779年8月1日に父が死去すると、ピーターバラ伯爵とモンマス伯爵位を継承した。政治ではホイッグ党に属した
1814年6月16日に生涯未婚のままウィルトシャーのドントジーで死去、ピーターバラ伯爵、モンマス伯爵およびその従属爵位は廃絶、モードント男爵は異母姉メアリー・アナスタシア・グレースが継承した。